# Claudio Böckli
Claudio Böckli (* 20. Juni 1984 in Wetzikon) ist ein ehemaliger Biathlet aus der Schweiz.

## Karriere
Claudio Böckli begann 1998 mit dem Biathlonsport und gehörte seit 2000 dem Schweizer Nationalkader an. Er startete für SC am Bachtel und wurde von Markus Segessenmann trainiert. Der Zimmermann aus Seegräben startete 2000 in Hochfilzen erstmals bei Junioren-Weltmeisterschaften, belegte aber nur hintere Platzierungen. Schon zwei Jahre später in Ridnaun präsentierte er sich stark verbessert. Im Einzel wurde er Vierter, im Sprint Sechster und in der Verfolgung Elfter. Die folgende Junioren-EM in Kościelisko verlief erneut weniger erfolgreich, doch bei seinem letzten Start bei einer solchen Veranstaltung, 2005 in Kontiolahti, belegte er als Fünfter im Einzel nochmals einen guten Rang. Seit 2002 startete Böckli zudem im Junioren-Europacup, seit der Saison 2005/06 im Europacup. 2007 trat er in Antholz erstmals bei Biathlon-Weltmeisterschaften an. Böckli wurde im Einzel (56.) und im Sprint (67.) eingesetzt und belegte mit der Mannschaft den 17. Platz. Seit der Saison 2007/08 startete Böckli auch im Biathlon-Weltcup. In Kontiolahti wurde er in seinem ersten Rennen (Einzel) 51., im anschliessenden Sprint jedoch nur 101. Bei der zweiten Weltcupstation in Hochfilzen gelang es ihm, als 26. in einem Sprintrennen erstmals Weltcuppunkte zu sammeln. 2008 startete der Schweizer in Östersund bei seinen zweiten Weltmeisterschaften, erreichte im Sprint einen 62. Platz und verpasste damit nur um zwei Plätze die Verfolgung. Dasselbe Resultat erreichte Böckli im Einzel bei den Weltmeisterschaften 2009 in Pyeongchang. In Ruhpolding verbesserte er im Rahmen der Saison 2009/10 als 16. eines Sprints seine beste Weltcupplatzierung zu diesem Zeitpunkt um zehn Ränge. Die Saisons 2010/11 und 2011/12 lief er nicht durchgehend im Weltcup, sondern absolvierte Teile der Saison im IBU-Cup. Seine besten Ergebnisse in den beiden Jahren waren dort zwei fünfte Plätze in den Einzelrennen von Martell im Jahr 2010 und Annecy im Jahr 2011, sein bester Platz im Weltcup ein 52. Platz im Sprint von Oberhof im Januar 2012. Ab der Saison 2012/13 nahm er wieder dauerhaft am Weltcup teil und war auch in den Schweizer Staffeln gesetzt. Direkt zu Beginn der Saison wiederholte er sein bestes Weltcupergebnis von 2010. Erneut wurde er 16., dieses Mal im Einzel von Östersund im ersten Saisonrennen, wobei er einen Top-15-Platz um nur 1,8 Sekunden verpasste. Im weiteren Saisonverlauf wurde er in Antholz mit der Herrenstaffel gemeinsam mit Ivan Joller, Benjamin Weger und Mario Dolder Fünfter. Anschliessend bestritt er nahezu alle Rennen der Biathlon-Weltmeisterschaften 2013 in Nové Město. Zu Ende der Saison stand sein bestes Gesamtweltcupergebnis fest, ein 65. Platz. Ein Jahr später nahm er an den Olympischen Winterspielen 2014 in Sotschi teil. Mit der Herrenstaffel war er Startläufer und wurde gemeinsam mit Joller, Serafin Wiestner und Weger am Ende 14., im Einzel belegte er Rang 78. Nach Ende der Saison beendete Claudio Böckli seine aktive Karriere als Biathlet. Sein letztes Rennen war die Verfolgung von Kontiolahti, wo er mit sechs Schiessfehlern 47. wurde.

## Biathlon-Weltcup-Platzierungen
Die Tabelle zeigt alle Platzierungen (je nach Austragungsjahr einschliesslich Olympische Spiele und Weltmeisterschaften).
- 1.–3. Platz: Anzahl der Podiumsplatzierungen
- Top 10: Anzahl der Platzierungen unter den ersten zehn (einschliesslich Podium)
- Punkteränge: Anzahl der Platzierungen innerhalb der Punkteränge (einschliesslich Podium und Top 10)
- Starts: Anzahl gelaufener Rennen in der jeweiligen Disziplin

| Platzierung         | Einzel | Sprint | Verfolgung | Massenstart | Staffel | Gesamt |
| ------------------- | ------ | ------ | ---------- | ----------- | ------- | ------ |
| 1. Platz            |        |        |            |             |         |        |
| 2. Platz            |        |        |            |             |         |        |
| 3. Platz            |        |        |            |             |         |        |
| Top 10              |        |        |            |             | 9       | 9      |
| Punkteränge         | 1      | 6      | 1          |             | 21      | 29     |
| Starts              | 17     | 48     | 19         |             | 23      | 107    |
| Stand: Karriereende |        |        |            |             |         |        |